# João Vaz Corte-Real
João Vaz Corte-Real (ʒuˈɐ̃w̃ vaʃ ˈkoɾt(ɨ) ʁiˈaɫ; Faro, 1420 circa – Angra do Heroísmo, 1496) è stato un navigatore ed esploratore portoghese che secondo alcune fonti avrebbe esplorato una terra chiamata Terra Nova do Bacalhau (Nuova terra dei merluzzi), forse parte dell'America del Nord.

## Biografia
Corte-Real fu il padre di Miguel e Gaspar Corte-Real, che alcuni dicono abbia accompagnato nel suo viaggio. Prove frammentarie fanno ipotizzare che la spedizione del 1473 sia stata eseguita di comune accordo tra i re di Portogallo e Danimarca, e che Corte-Real accompagnò i navigatori tedeschi Didrik Pining e Hans Pothorst oltre al (forse mitico) John Scolvus.
L'ipotesi che abbia scoperto Terra Nova do Bacalhau (letteralmente, Nuova terra dei merluzzi) nacque dal libro Saudades de terra, scritto da Gaspar Frutuoso attorno al 1570-1580. Si suppone che questa terra altrimenti non identificata sia Terranova. Frutuoso ipotizza anche che a Corte-Real fu concessa Terceira come premio per la scoperta. Questo contrasterebbe con la concessione contemporanea che non accenna a nessuna scoperta, ma che ne spiega il motivo con le "spese che sostenne" e con il "servizio reso". Mancando prove evidenti, l'ipotesi della scoperta resta puramente speculativa.

### Donatário
Si sa che a Corte-Real fu inizialmente concessa l'isola di São Jorge nell'arcipelago delle Azzorre nel 1472, che mantenne fino al 1474. Dopo di allora gli fu concessa la capitaneria di Angra su Terceira per scelta dell'Infanta Beatrice d'Aviz, con approvazione del re, dopo la scomparsa di Jacome de Bruges. Bruges ne era l'originale Captain-Donatário, ma dopo la sua scomparsa il re divise l'isola in Angra e Praia, concedendo Praia a Álvaro Martins Homem, mentre Corte-Real ottenne Angra. Vi prese la residenza ed iniziò a promuovere la propria capitaneria, ma la divisione in due dell'isola non ne favorì lo sviluppo.

### Vecchiaia
Lui e la moglie, D. Maria de Abarca, furono sepolti nel presbiterio della chiesa del Convento di San Francesco. I suoi discendenti non vissero più nella capitaneria di Angra e furono mandati ouvidores, magistrati, ad amministrarne il territorio.